# United States Sports Academy
Die United States Sports Academy (USSA) ist eine akkreditierte Sporthochschule in Daphne (Alabama). Sie bietet ein Bachelor-,  ein Master- und ein Doktor-Programm (einschließlich Ehrenpromotion) sowie Zertifizierungsprogramme vor allem für Trainer und Sportmanager im Fern- und im Direktstudium an. Die Akademie wurde 1972 gegründet und hat sich durch Fortbildungsveranstaltungen in mehr als 60 Staaten profiliert. Die Masterstudiengänge der Einrichtung sind von den Streitkräften der USA für die Weiterqualifikation aus dem Dienst ausscheidender Soldaten auf Zeit anerkannt. Die USSA gibt mit The Sports Journal eine sportwissenschaftliche Zeitschrift heraus.

## Entwicklung
Nach dem bescheidenen Abschneiden der USA bei den Olympischen Sommerspielen 1972 gründete noch im selben Jahr Thomas P. Rosandich die Akademie als Fortbildungseinrichtung für Trainer, die hier auch einen Trainerschein erwerben konnten, für deren Erteilung es in den USA keine einheitliche Institution gibt. Die Akademie vergibt jährlich den Amos Alonzo Stagg Coaching Award, mit dem besonders verdiente Trainer ausgezeichnet werden. Die Akademie hat neben ihrem wenigen hauptamtlichen Personal eine Vielzahl von Honorarlehrkräften.
Das angeschlossene American Sport Art Museum and Archives wurde 1984 eröffnet.

## Zahlen zu den Studierenden und den Dozenten
Im Herbst 2020 waren 338 Studierende an der USSA eingeschrieben. Davon strebten 137 (40,5 %) ihren ersten Studienabschluss an, sie waren also undergraduates. Von diesen waren 21 % weiblich und 79 % männlich; 1 % bezeichneten sich als asiatisch, 18 % als schwarz/afroamerikanisch, 12 % als Hispanic/Latino und 55 % als weiß. 201 (59,5 %) arbeiteten auf einen weiteren Abschluss hin, sie waren graduates. 19 Dozenten lehrten an der USSA, davon 7 in Vollzeit und 12 in Teilzeit.

## Amos Alonzo Stagg Coaching Award
Diese Auszeichnung sollte nicht mit dem Amos Alonzo Stagg Award der American Football Coaches Association (AFCA) verwechselt werden, mit der Persönlichkeiten und Institutionen des Footballs ausgezeichnet werden.
- 1984 Eddie Robinson (Grambling State University Football)
- 1985 Bill Bowerman (University of Oregon Track and Field)
- 1986 John Wooden (UCLA Basketball)
- 1987 Kay Yow (North Carolina State University Women’s Basketball)
- 1988 James E. „Doc“ Counsilman (University of Indiana Swimming)
- 1989 Joe Paterno (Penn State University Football)
- 1990 Don Shula (Miami Dolphins)
- 1991 Mike Krzyzewski (Duke  University Basketball)
- 1992 Bobby Bowden (Florida State University Football)
- 1993 Tom Osborne (University of Nebraska Football)
- 1994 Lenny Wilkens (NBA Coach)
- 1995 Tara VanDerveer (Stanford  University Women's Basketball)
- 1996 Dean E. Smith (University of  North Carolina Basketball)
- 1996 Tom Osborne (University of Nebraska Football)
- 1997 Larry Bird (Indiana Pacers)
- 1998 Dan Reeves (Atlanta Falcons)
- 1999 Tony DiCicco (U.S. Women's Soccer)
- 2000 Tommy Lasorda (U.S. Olympic Baseball)
- 2001 Joe Paterno (Penn State University Football)
- 2002 Phil Jackson (Los Angeles Lakers)
- 2003 John Gagliardi (Division III Football, St. John’s University)
- 2004 Bill Belichick (New England Patriots)
- 2005 Pete Carroll (USC Football)
- 2006 Billy Donovan (University of Florida Basketball)
- 2007 Tony Dungy (Indianapolis Colts)
- 2008 Mike Krzyzewski (Team USA Basketball)
- 2009 Nick Saban (University of Alabama Football)
- 2010 Phil Jackson (Head Coach, Los Angeles Lakers)
- 2011 Gene Chizik (Head Football Coach, Auburn University)
- 2012 Mike Krzyzewski (USA Olympic Team and Duke University Men’s Head Basketball Coach)
- 2013 John Harbaugh (Head Coach, Baltimore Ravens, 2013 NFL Super Bowl Champions)
- 2014 Gus Malzahn (Auburn  University Head Football Coach, 2013 Southeastern Conference Champions)[6]
- 2015 Geno Auriemma (University of Connecticut Women's Head Basketball Coach)[7]
- 2016 Dabo Swinney (Head Football Coach, Clemson University)[8]
- 2017 Mike Holloway
- 2018 – (Auszeichnung nicht vergeben)